# Psammophiidae
Psammophiidae – rodzina węży z nadrodziny Elapoidea.

## Rozmieszczenie geograficzne
Rodzina obejmuje gatunki występujące w Afryce. 

## Systematyka

### Podział systematyczny
Do rodziny należą następujące rodzaje: 
- Dipsina Jan, 1863 – jedynym przedstawicielem jest Dipsina multimaculata (Smith, 1847)
- Hemirhagerrhis Boettger, 1893
- Kladirostratus Conradie, Keates & Edwards, 2019
- Malpolon Fitzinger, 1826
- Mimophis Günther, 1868
- Psammophis Fitzinger, 1826
- Psammophylax Fitzinger, 1843
- Rhamphiophis Peters, 1854